# 공통법
《공통법》(共通法, 일본어: 共通法 교쓰호[*])은 제2차 세계 대전 이전의 일본, 즉 일본 제국 시대 내지(일본 본토)와 외지(속령, 식민지)에서 시행하던 법률의 적용 범위를 확정하고 서로 다른 지역 간 법률에 통일된 규칙을 적용한 법률이다.
1918년 4월 17일에 법률 제39호로 제정했었다. 제1조에서 《공통법》을 시행하는 지역을 내지(일본 본토), 조선, 대만, 관동주, 남양 군도로 정의했고, 사할린섬 남부(가라후토청)는 내지에 속한다고 정의했다. 또한 내지 이외 지역을 외지로 정의했다. 제2조에서는 국제사법에 준하는 규정 외 일본 국내법을 적용하는 영역에서 시행하는 국제민사소송법에 준하는 규정, 형사 절차에 관한 규정을 명시했다. 제3조는 서로 다른 법률을 시행하는 지역 간 호적의 이동에 관한 규정을 명시했다.

## 구성
- 지역에 관한 규정 (제1조)
- 국제사법에 준하는 규정 (제2조)
- 다른 법률이 시행되는 지역 간의 호적의 이동에 관한 규정 (제3조)
- 법인에 관한 규정 (제4조 ~ 제8조)
- 민사소송 등에 관한 규정 (제9조 ~ 제12조)
- 형사소송 등에 관한 규정 (제13조 ~ 제19조)